# スターパレード
『スターパレード』は、1964年9月6日から1966年4月24日まで日本テレビ系列局で放送されていた日本テレビ製作の歌謡番組である。
正式名称は『明星スターパレード』（みょうじょうスターパレード）で、芸能雑誌『明星』（集英社）の協賛ならびに渡辺製菓の一社提供で放送されていた。

## 概要
ティーンエイジャー向けに企画された歌謡番組。毎回橋幸夫などがレギュラー出演し、歌を披露していた。

## 放送時間
いずれも日本標準時。
| 期間                         | 放送時間             |
| ---------------------------- | -------------------- |
| 1964年9月6日 - 1965年2月28日 | 日曜日 12:45 - 13:15 |
| 1965年3月7日 - 1966年4月24日 | 日曜日 19:00 - 19:30 |

## 出演者

### 司会
- 藤田まこと

### レギュラー歌手
- 橋幸夫
- 吉永小百合
- 舟木一夫
- 坂本九

### その他のレギュラーメンバー
- 太田博之
- 恵とも子
- 藤村有弘